# 596. pehotni polk (Wehrmacht)
Za druge 596. polke glejte 596. polk.
596. pehotni polk (izvirno nemško Infanterie-Regiment 596) je bil eden izmed pehotnih polkov v sestavi redne nemške kopenske vojske med drugo svetovno vojno.

## Zgodovina
Polk je bil ustanovljen 26. oktobra 1940 kot polk 13. vala na področju Dunaja iz delov 343. in 351. pehotnega polka; polk je bil dodeljen 327. pehotni diviziji.
14. četa je bila ustanovljena 10. avgusta 1942, medtem ko je bila 13. četa ustanovljena 27. decembra istega leta.
15. oktobra 1942 je bil polk preimenovan v 596. grenadirski polk.